# Marcelleina persoonii
Marcelleina persoonii är en svampart som först beskrevs av P. Crouan & H. Crouan, och fick sitt nu gällande namn av Johannes van Brummelen 1967. Marcelleina persoonii ingår i släktet Marcelleina och familjen Pezizaceae.  Arten är reproducerande i Sverige. Inga underarter finns listade i Catalogue of Life.